# Градски стадион (Шиофок)
Градски стадион (Шиофок) (мађ. Révész Géza utcai stadion) је вишенаменски стадион у Шиофоку, у Мађарској. Углавном се користи за фудбалске утакмице и домаћи је стадион БФЦ Шиофок. Стадион може да прими до 6.500 људи. Стадион је добио име по улици Гезе Ревеша (Révész Géza utcai stadion), док је улица добила име по политичару Гези Ревесу (1878-1955) рођеном у Шиофоку.

## Историјат
Стадион је изграђен 1961. године и тренутно је дом фудбалског тима БФЦ Шиофок. Може да прими до 12.000 људи, од чега 2.000 места за седење и 10.000 места за стајање. Ова варијација броја гледалаца је због места за стајање и ранга у којем се утакмица игра где су критеријуми за стадион различити. Званично бројка за капацитет стадиона износи 6.500 посетилаца. Сектор за госте може да прими 1.500 људи. 
Осветљење је завршено у октобру 1988. године а стадион је реновиран 2009. године, у сали су постављене плаве столице и замењен је семафор и осветљење. Рекорд за број гледалаца је постављен у пријатељским мечом између фудбалске репрезентације Мађарске и фудбалске репрезентације Израела у лето 1995. године са посетом од 15.000 гледалаца. На стадиону је одиграно неколико пријатељских утакмица репрезентације и финала међународног купа.. Стадион се популарно назива Рударски стадион (Bányász Stadion).

## Утакмице репрезентације
| Датум            | Такмичење   | Противник | Резултат | Гледаност |
| ---------------- | ----------- | --------- | -------- | --------- |
| 16. август 1995. | Пријатељска | Израел    | 0 : 2    | 10.000    |
| 14. август 1996. | Пријатељска | УАЕ       | 3 : 1    | 6.000     |
| 6. август 1997.  | Пријатељска | Малта     | 3 : 0    | 8.000     |